# Liz Hannah
Liz Hannah (New York, 14 december 1985) is een Amerikaanse scenarioschrijfster en producente.

## Carrière
Liz Hannah studeerde aan de American Film Institute (AFI) en begon nadien in de filmindustrie te werken als productie-assistente. Zo was ze als stagiair betrokken bij Reign Over Me (2007), Interview (2007) en Blind Date (2007). Nadien werkte ze ook als "line producer" mee aan de documentaire Hitchcock/Truffaut (2015). Aan het begin van haar carrière werkte ze ook in dienst van van Denver and Delilah Productions, het productiebedrijf van actrice Charlize Theron.
In 2014 maakte ze met de korte film Skin haar debuut als scenarioschrijfster. Twee jaar later mocht ze ook een aflevering schrijven voor de webserie Guidance. In oktober 2016 werd haar spec script The Post opgepikt door filmproducente Amy Pascal. Het script werd bewerkt door Josh Singer en in 2017 verfilmd door Steven Spielberg.

## Filmografie

### Film
- The Post (2017)
- Long Shot (2019)
- All the Bright Places (2020)

### Televisie
- Mindhunter (2019) (2 afleveringen)